# Bushwick
Bushwick és una pel·lícula de thriller d'acció estatunidenca del 2017 dirigida per Jonathan Milott i Cary Murnion i escrita per Nick Damici i Graham Reznick. La pel·lícula tracta sobre un antic oficial de l'Hospital de la Marina dels Estats Units (Dave Bautista) i una jove estudiant universitària (Brittany Snow) que formen una aliança poc habitual durant la invasió de la seva ciutat per part d'una milícia misteriosa i fortament armada. Després que fereixin els dos durant el combat, han de treballar junts per rescatar els membres de la família i escapar al punt d'extracció de civils de l'exèrcit dels Estats Units. S'ha doblat i subtitulat al català.

## Repartiment
- Dave Bautista com a Stupe
- Brittany Snow com a Lucy
- Angelic Zambrana com a Belinda
- Jeff Lima com a Gregory
- Paco Lozano com a sacerdot
- Christian Navarro com a Eduardo
- Arturo Castro com a Jose
- Jeremie Harris com a JP
- Myra Lucretia Taylor com a Ma
- Alex Breaux com el tinent Brewer